# Marina Baja

Gemeenten van Marina Baja

De Marina Baja (in het Valenciaans Marina Baixa) is een comarca in de provincie Alicante in de Spaanse autonome regio Valencia aan de Costa Blanca aan de oostkust van Spanje. Gesitueerd in het noorden van de provincie Alicante. De historische hoofdstad van de regio is Villajoyosa, maar de grootste stad is Benidorm.

## Gemeenten
In de comarca Marina Baja bevinden zich de volgende gemeenten:
| Naam                    | Bevolkingsaantal | Oppervlakte (km²) | Dichtheid (inw/km) |
| ----------------------- | ---------------- | ----------------- | ------------------ |
| Benidorm                | 72.062           | 38,51             | 1.793,24           |
| Villajoyosa             | 32.733           | 59,25             | 515,61             |
| Altea                   | 24.056           | 35,30             | 641,58             |
| L'Alfàs del Pi          | 21.670           | 19,26             | 1.033,90           |
| La Nucia                | 18.593           | 21,36             | 726,54             |
| Callosa d'en Sarrià     | 7.894            | 34,66             | 231,04             |
| Finestrat               | 6.807            | 42,25             | 117,04             |
| Polop                   | 4.474            | 22,58             | 171,34             |
| Relleu                  | 1.338            | 76,87             | 14,17              |
| Orxeta                  | 898              | 24,06             | 31,50              |
| Tàrbena                 | 809              | 31,67             | 23,93              |
| Sella                   | 636              | 38,72             | 16,50              |
| Benimantell             | 512              | 37,90             | 12,29              |
| Bolulla                 | 454              | 13,60             | 29,33              |
| Confrides               | 315              | 40,00             | 7,57               |
| El Castell de Guadalest | 240              | 16,00             | 13,97              |
| Beniardá                | 222              | 15,74             | 13,43              |
| Benifato                | 201              | 11,90             | 15,79              |